# Scatella skottsbergi
Scatella skottsbergi är en tvåvingeart som beskrevs av Wirth 1957. Scatella skottsbergi ingår i släktet Scatella och familjen vattenflugor. Inga underarter finns listade i Catalogue of Life.